# Cañada de Calatrava
Cañada de Calatrava ist ein zentralspanischer Ort und eine Gemeinde (municipio) mit 103 Einwohnern (Stand: 2024) im Zentrum der Provinz Ciudad Real in der autonomen Region Kastilien-La Mancha.

## Lage und Klima
Cañada de Calatrava liegt in der weitgehend ebenen und wasserarmen Landschaft von La Mancha knapp 17 Kilometer (Fahrtstrecke) südsüdwestlich der Provinzhauptstadt Ciudad Real in einer Höhe von ca. 660 m. Durch die Gemeinde führt die Autovía A-41. 
Das Klima ist gemäßigt bis heiß; der Regen (454 mm/Jahr) fällt – mit Ausnahme der zumeist eher trockenen Sommermonate – verteilt übers Jahr.

## Bevölkerungsentwicklung
| Jahr      | 1970 | 1981 | 1991 | 2001 | 2011 | 2021 |
| Einwohner | 276  | 120  | 101  | 76   | 117  | 105  |

Wegen der Mechanisierung der Landwirtschaft, der Aufgabe bäuerlicher Kleinbetriebe („Höfesterben“) und dem daraus resultierenden Verlust von Arbeitsplätzen ist die Einwohnerzahl der Gemeinde in der zweiten Hälfte des 20. Jahrhunderts gesunken.

## Sehenswürdigkeiten

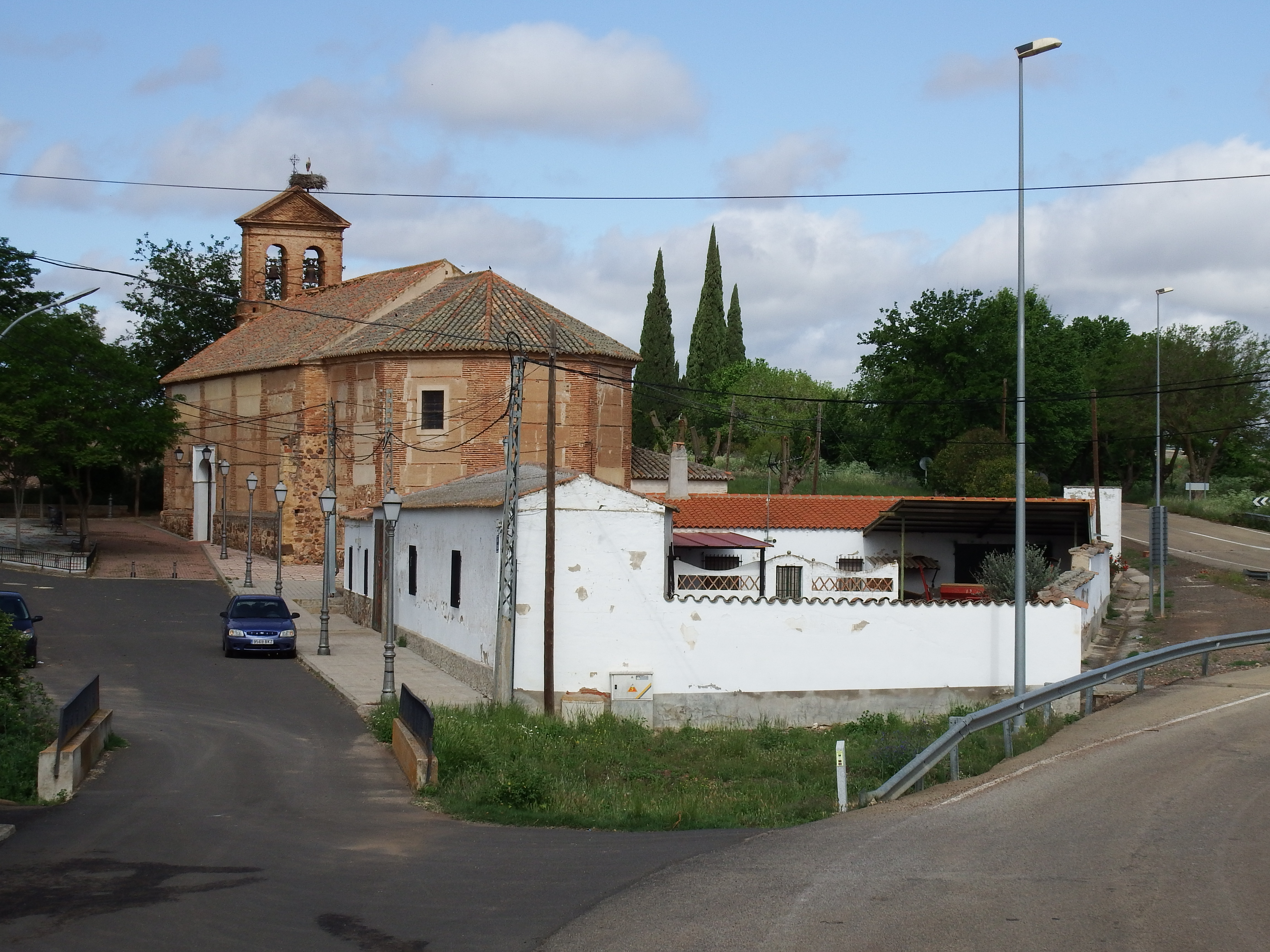
Kirche der Unbefleckten Empfängnis
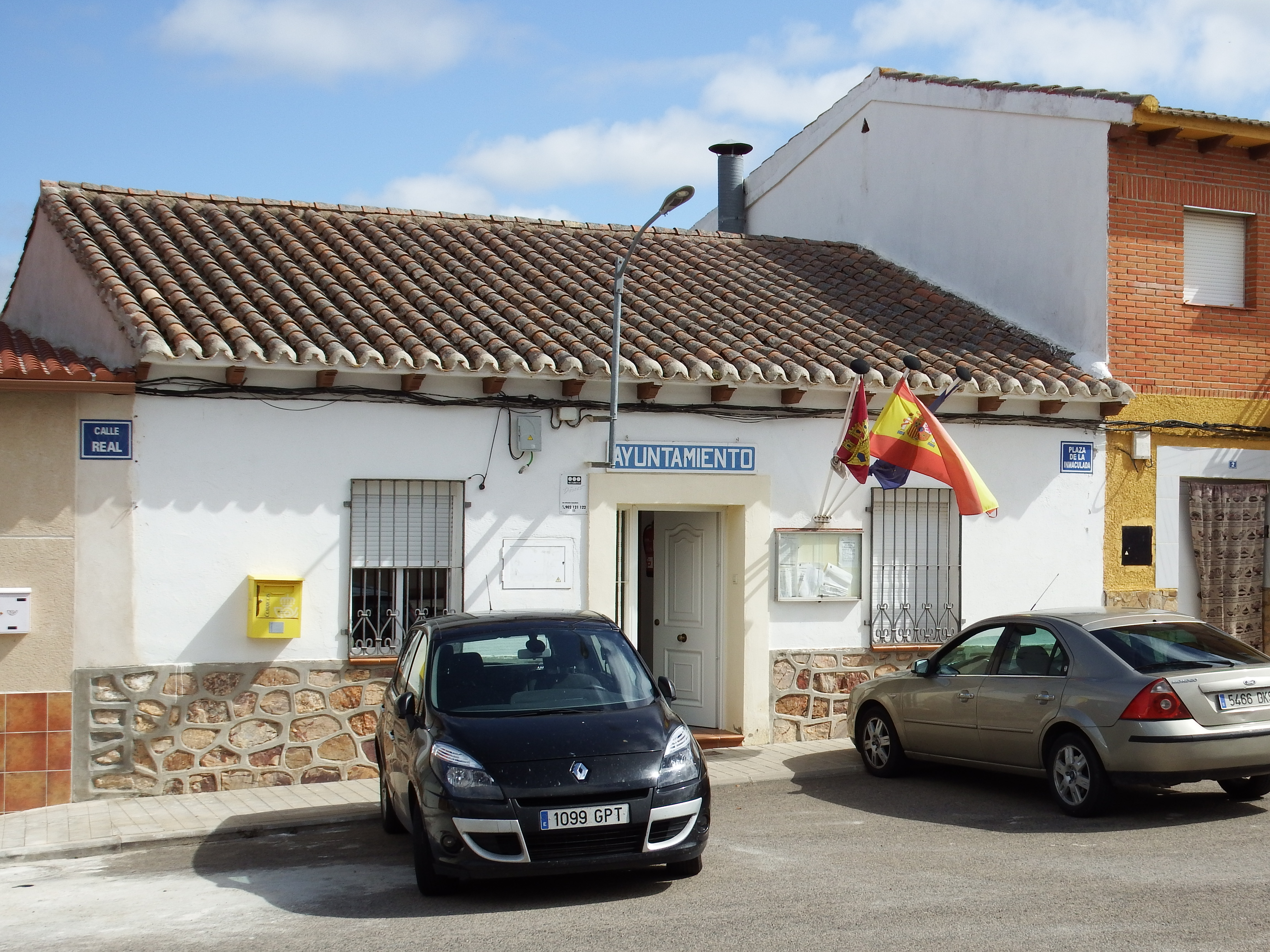
Rathaus

- Kirche der Unbefleckten Empfängnis
- Rathaus